# Чухарев, Александр Иванович
Чухарев Александр Иванович (23 декабря 1915 — 2 марта 2007) — советский военнослужащий, участник Великой Отечественной войны, Герой Советского Союза (1945), командир эскадрильи 995-го штурмового авиационного Измаильского полка (306-й штурмовой авиационной дивизии, 10-го штурмового авиационного корпуса, 17-й воздушной армии, 3-го Украинского фронта), капитан.Его именем названа Лемазинская средняя общеобразовательная школа.

## Биография
Родился 23 декабря 1915 года в селе Лемазы, ныне Дуванского района Башкирии, в крестьянской семье.
В 1928 году приехал на строительство Магнитогорского металлургического комбината.
Окончил Магнитогорскую школу, позднее ПУ № 97, стал горновым доменного цеха комбината.
Член ВКП(б) с 1931 года. В 1935 году призван в армию. Окончил авиационную школу, остался там служить инструктором.
В боях с немецко-фашистскими захватчиками участвовал с марта 1943 года на 3-м Украинском фронте. Капитан, командир авиаэскадрильи 995-го Измаильского штурмового авиационного полка. Лично провёл 11 воздушных боев; сбил два самолёта противника, на земле уничтожил — пять.
После войны продолжил службу в ВВС. С 1961 года полковник запаса. После отставки жил в Подольске.
Умер 2 марта 2007 года. Похоронен на Подольском городском кладбище.

## Звания и награды
- Звание Героя Советского Союза присвоено 29 июня 1945 года[1][2];
- орден Ленина;
- три ордена Красного Знамени (21.10.1943[3]; 20.09.1944[4]; ????);
- орден Александра Невского (25.01.1944[5]);
- два ордена Отечественной войны 1-й степени (30.05.1944[6]; 11.03.1985[7]);
- орден Красной Звезды (21.10.1943);
- медали.

## Память
- В Магнитогорске, рядом с монументом Тыл — фронту установлена табличка с именем Александра Чухарева.
- Мемориальная доска герою установлена на мемориальном комплексе славы в городе Златоуст Челябинской области.

Табличка в Магнитогорске, рядом с монументом Тыл — фронту
Мемориальная доска в городе Златоуст Челябинской области